# Тыках
Тыках — река в Якутии, левый приток Яны.
Образуется слиянием рек Арга-Сала и Илин-Сала на высоте 324 м над уровнем моря. Протекает по территории Верхоянского района сначала в северо-восточном, затем юго-восточном направлении. Впадает в Яну в 660 км от её устья. Населённых пунктов на реке нет.
Длина реки составляет 241 км. Площадь водосборного бассейна — 5010 км².

## Притоки
Объекты перечислены по порядку от устья к истоку.
- 26 км: Ынах-Ёлбют
- 45 км: Ойуун-Юрэгэ
- 85 км: Оччугуй-Чайдаах
- 95 км: Улахан-Чайдаах
- 115 км: Тонгуулаах
- 119 км: Тыйылыкы
- 142 км: Кёс-Тахсыбыт
- 149 км: Майыы
- 162 км: Ёлёёнгю
- 164 км: Кыра
- 170 км: Таала
- 192 км: Онкойдоох
- 194 км: Кусаган-Буол
- 209 км: Сэлээбир
- 219 км: Салакут
- 222 км: Бара
- 229 км: Муктай
- 241 км: Аргаа-Салаа
- 241 км: Илин-Салаа

## Данные водного реестра
По данным государственного водного реестра России и геоинформационной системы водохозяйственного районирования территории РФ, подготовленной Федеральным агентством водных ресурсов:
- Бассейновый округ — Ленский
- Речной бассейн — Яна
- Речной подбассейн — Яна до впадения Адычи
- Водохозяйственный участок — Яна от истока до впадения реки Адычи